# Montecchio Maggiore
Montecchio Maggiore är en ort och kommun i provinsen Vicenza i regionen Veneto i Italien. Kommunen hade 23 459 invånare (2018).